# 厚生年金老人ホーム
厚生年金老人ホーム（こうせいねんきんろうじんホーム）は、かつて社会保険庁が設置していた厚生年金福祉施設の一つであり、有料老人ホームおよび宿泊施設から成っていた。施設の名称としては「厚生年金ハートピア」「厚生年金（地名）荘」「厚生年金（地名）苑」を使用し、愛称はそれぞれ「ウェルハートピア」「ウェル（地名）荘」「ウェル（地名）苑」であった。

## 概要
社会保険庁が厚生年金保険の加入者を対象として、福祉を増進する目的で設置した厚生年金福祉施設の一つであり、財団法人厚生年金事業振興団が運営している。
施設は、主に介護の必要がない厚生年金の受給者を対象とした有料老人ホームである「長期専用施設」と、年金加入の有無や年齢を問わずに誰でも利用可能な宿泊施設である「短期専用施設」、および長期専用施設と短期専用施設を兼ね備えた「長短併設施設」から成る。
施設の名称は、「厚生年金ハートピア」を使用しており、一部の施設は所在地の地名を元にして末尾へ「荘」または「苑」を付した、「厚生年金（地名）荘」または「厚生年金（地名）苑」を使用していた。また2002年4月1日に厚生年金福祉施設へ愛称の一斉導入が行われた際には、愛称として「ウェルハートピア」および「ウェル（地名）荘」「ウェル（地名）苑」が導入されている。
設置の根拠は、かつての厚生年金保険法第79条に記されていた「政府は、被保険者、被保険者であつた者及び受給権者の福祉を増進するため、必要な施設をすることができる。」とする規定であったが、2008年に施行された改正法により、根拠となる規定は削除された。

## 売却・廃止
1990年代以降、厚生年金老人ホームと同様に年金保険料を投じて建設された、大規模年金保養基地グリーンピアの経営悪化が相次ぐと、保険料を年金の支給以外に用いることに対して世論の批判が高まった。
経営状態が厳しかったのは厚生年金老人ホームを含む年金福祉施設も同様であり、社会保険庁が年金福祉施設265施設について、2002年度の収支を試算したところ、減価償却後の黒字となったのは9施設のみで、残りの256施設は赤字であった。
2004年3月10日、与党年金制度改革協議会が開かれ、保険料により整備された計265の年金福祉施設について、2005年度に整理機構を設置し、すべての施設を5年以内に売却または廃止すると決定、これを受けて2005年6月16日の衆議院本会議において、内閣提出法律案の「独立行政法人年金・健康保険福祉施設整理機構法案」が可決・成立した。
2005年10月1日、独立行政法人年金・健康保険福祉施設整理機構が設立された。売却予定となっている厚生年金福祉施設は社会保険庁から整理機構へと出資され、施設の売却によって得た収入は厚生保険特別会計年金勘定へ納付される。売却は原則として一般競争入札により行われたが、長期専用施設の入居者には自宅を処分した上で施設に入居した老人もいたことから、一部の施設については譲渡後の一定期間は中心的機能を維持することが譲渡の条件として付された。
施設の売却は順次実施され、最後まで残っていた厚生年金ハートピア熱海が2010年8月31日をもって振興団による運営を終了し、9月1日から民営となったことにより、すべての厚生年金老人ホームが売却・廃止された。なお、一部の施設は民間への売却後も「ニューハートピア」のようなハートピアに類似する商号を用いて営業を続けている。

## かつての施設一覧

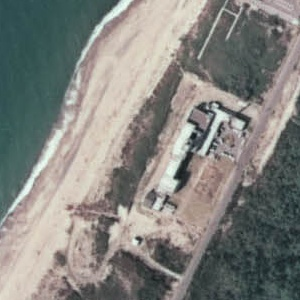
厚生年金瀬波しおざい荘（画像右）と瀬波海岸（左）周辺の約240メートル四方を写した航空写真。1975年9月11日撮影。

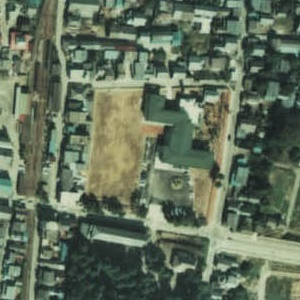
厚生年金神明苑（画像中央）と神明駅（左）周辺の約250メートル四方を写した航空写真。1975年度撮影。

営業終了日は厚生年金老人ホームとしての営業終了日を記載し、所在地名は施設の営業終了または廃止時点における自治体名を使用した。地方区分は広辞苑第六版を基準として、並び順は全国地方公共団体コードの順である。

### 北海道
- 厚生年金ハートピア函館（ウェルハートピア函館・北海道函館市）
  - 長短併設施設[9]、2008年9月30日営業終了。
  - 整理機構を通して株式会社萌福祉サービスへ2億800万円で売却され、改修工事を経て2008年12月25日に有料老人ホームの「フルールハピネスはこだて」としてオープン[10][11]。

### 東北地方
- 厚生年金青森おのえ荘（ウェル津軽おのえ荘・青森県平川市）
  - 長短併設施設[9]、2008年9月30日営業終了。
  - 整理機構を通して社会福祉法人柏友会へ1億4040万円で売却され、2008年10月1日から有料老人ホームの「おのえ荘」として営業を行う[10]。
- 厚生年金ハートピア田沢湖（ウェルハートピア田沢湖・秋田県仙北市）
  - 短期専用施設[9]、2010年1月31日営業終了。
  - 整理機構を通して村岡建設工業株式会社へ9150万円で売却され、2010年3月1日にホテルグランド天空としてグランドオープン予定[12]。
- 厚生年金ハートピア山形（ウェルハートピア山形くろさわ・山形県山形市）
  - 短期専用施設[9]、2008年3月31日営業終了。
  - 整理機構を通して株式会社旅館古窯（りょかんこよう）へ3億300万5454円で売却され、宿泊施設の「悠湯の郷 ゆさ」（ゆうゆのさと ゆさ）となる[13]。
- 厚生年金福島おおとり荘（ウェル福島おおとり荘・福島県福島市）
  - 長短併設施設[9]、営業終了。
  - 整理機構は通さず2006年9月29日に法人へ売却され、有料老人ホームの福島おおとり荘となる[14]。
- 厚生年金相馬松川浦荘（福島県相馬市）
  - 短期専用施設[15]、2002年9月30日廃止[16]。

### 関東地方
- 厚生年金茨城つくばね荘（茨城県つくば市）
  - 長期専用施設[15]、2002年3月31日廃止[17]。
- 厚生年金ハートピア桐生（群馬県桐生市）
  - 長短併設施設[15]、2002年9月30日廃止[16]。
- 厚生年金ハートピア大宮（埼玉県さいたま市）
  - 長期専用施設[9]、2008年12月31日営業終了。
  - 整理機構を通して法人へ2億7000万円で売却され、使途は非開示となっている[13]。
- 厚生年金ハートピア鎌倉（ウェルハートピア鎌倉・神奈川県鎌倉市）
  - 短期専用施設[9]、2008年9月30日営業終了。
  - 整理機構を通して東急不動産株式会社へ11億100万円で売却され、使途は分譲住宅用地とされている[10]。
- 厚生年金神奈川あやせ荘（神奈川県綾瀬市）
  - 長期専用施設[9]、2008年6月30日営業終了。
  - 整理機構を通して社会福祉法人道志会へ3億円で売却され、2008年7月1日から健康型有料老人ホームのあやせ荘として営業を行う[13]。

### 中部地方
- 厚生年金ハートピア新潟瀬波（ウェルハートピア新潟瀬波・新潟県村上市）
  - 長短併設施設[9]、元・厚生年金瀬波しおざい荘、2009年6月30日営業終了。
  - 整理機構を通して飛田テック株式会社へ2億3118万円で売却され、2009年7月1日から飛田観光株式会社が経営する宿泊施設のニューハートピア新潟瀬波として営業を行う[10]。
- 厚生年金ハートピア富山つるぎ（ウェルハートピアつるぎ・富山県中新川郡上市町）
  - 短期専用施設[9]、2007年12月31日営業終了。
  - 整理機構を通して株式会社海栄館（かいえいかん）へ3億円で売却され、2008年2月に宿泊施設のつるぎ恋月（つるぎこいづき）として開業[13]。
- 厚生年金神明苑（福井県鯖江市）
  - 短期専用施設[9]、2006年3月31日営業終了。
  - 整理機構への出資後、一般競争入札で売却される予定だったものの、鯖江市が土地収用法に基づく収用を行うことになったため、相対取引により鯖江市へ2億765万8000円で売却され、2007年7月1日から鯖江市の施設である鯖江市多機能型健康福祉施設神明苑として営業を行う[18]。
- 厚生年金ハートピア長野（ウェルハートピア長野・長野県長野市）
  - 長短併設施設[9]、2008年6月30日営業終了。
  - 整理機構を通してアタゴ学園株式会社へ4億1650万3788円で売却され、2008年7月1日から介護付有料老人ホームのあたごとして営業を行う[13]。
- 厚生年金ハートピア熱海（ウェルハートピア熱海・静岡県熱海市）
  - 長短併設施設[19]、2010年8月31日営業終了。
  - 整理機構を通してアヤハグループの株式会社アヤハレークサイドホテルへ6億6000万6円で売却され、2010年9月1日からハートピア熱海として営業を行う[20][21]。

### 近畿地方
- 厚生年金ハートピア長島（ウェルハートピア長島・三重県桑名市）
  - 長短併設施設[9]、2009年6月30日営業終了。
  - 整理機構を通して株式会社ドリームプロモーションへ1億9551万円で売却され、宿泊施設の「ニューハートピア温泉・天然温泉ホテル長島」となる[10]。
- 厚生年金姫路鷺山荘（兵庫県姫路市）
  - 長期専用施設[9]、2005年3月31日廃止[22]。
  - 整理機構を通した売却は行われず、借地上に建っていた施設を解体して土地を所有者に返還した[6]。
- 厚生年金飛火野荘（ウェル飛火野荘・奈良県奈良市）
  - 短期専用施設[9]、2007年1月31日営業終了。
  - 整理機構を通して株式会社ラ・ベルオーラムへ3億111万1111円で売却され、宿泊施設のウェルネス・イン飛鳥路となり、2008年10月1日に名称をホテルウェルネス飛鳥路へ変更[23]。
- 厚生年金奈良いかるが荘（奈良県生駒郡斑鳩町）
  - 長期専用施設[9]、営業終了。
  - 整理機構を通して若和住宅株式会社へ1億6020万円で売却され、使途は分譲住宅用地とされている[23]。
- 厚生年金ハートピア南紀田辺（ウェルハートピア南紀田辺・和歌山県田辺市）
  - 短期専用施設[9]、2005年3月31日営業終了。
  - 整理機構を通して医療法人玄竜会へ6億円で売却され、2007年11月1日に住宅型有料老人ホームの「シニアホーム こみの」として開業[23]。

### 中国地方
- 厚生年金鳥取ふじつ荘（ウェル鳥取ふじつ荘・鳥取県東伯郡東郷町）
  - 長短併設施設[9]、2004年9月30日廃止。
- 厚生年金ハートピア松江（ウェルハートピア松江・島根県松江市）
  - 長短併設施設[9]、2005年3月31日営業終了。
  - 整理機構を通して株式会社穴吹工務店・株式会社穴吹不動産センターへ2億6062万3840円で売却され、使途はマンション・戸建分譲用地とされている[23]。
- 厚生年金岡山吉備荘（岡山県岡山市）
  - 長期専用施設[9]、廃止。
  - 整理機構を通した売却は行われず、借地上に建っていた施設を解体して土地を所有者に返還した[6]。
- 厚生年金広島和光荘（広島県佐伯郡大野町）
  - 長期専用施設[9]、廃止。
  - 整理機構を通した売却は行われず、借地上に建っていた施設を解体して土地を所有者に返還した[6]。
- 厚生年金ハートピア萩（ウェルハートピア萩・山口県萩市）
  - 長短併設施設[9]、2009年6月30日営業終了。
  - 整理機構を通して4億1112万円で売却され、2009年7月1日から宿泊施設の「萩指月温泉 ホテル 萩の浜」として営業を行う[10]。

### 四国地方
- 厚生年金高松香風荘（香川県高松市）
  - 長期専用施設[9]、2003年度廃止[24]。
  - 整理機構を通した売却は行われず、借地上に建っていた施設を解体して土地を所有者に返還した[6]。

### 九州地方
- 厚生年金ハートピア北九州（ウェルハートピア北九州・福岡県北九州市）
  - 長短併設施設[9]、2008年6月30日営業終了。
  - 整理機構を通して法人へ5億3000万円で売却され、2008年7月1日から住宅型有料老人ホームのニューハートピアとして営業を行う[13]。
- 厚生年金大濠荘（ウェル大濠荘・福岡県福岡市）
  - 短期専用施設[9]、2007年1月31日営業終了。
  - 整理機構を通して法人へ28億1886万8000円で売却され、跡地において分譲マンションのアーバンビュー大濠が建設されている。
- 厚生年金福岡まつかぜ荘（福岡県福津市）
  - 長期専用施設[9]、2008年6月30日営業終了。
  - 整理機構を通して医療法人社団水光会へ3億100万円で売却され、2008年7月1日から住宅型有料老人ホームの水光松風として営業を行う[13]。
- 厚生年金ハートピア武雄（ウェルハートピア武雄・佐賀県武雄市）
  - 長短併設施設[9]、2008年6月30日営業終了。
  - 整理機構を通して個人へ2億5000万円で売却され、2008年7月1日から宿泊施設のニューハートピアとして営業を行う[13]。
- 厚生年金ハートピア雲仙小浜（ウェルハートピア雲仙小浜・長崎県雲仙市）
  - 長短併設施設[9]、2009年10月30日営業終了。
  - 整理機構を通して個人へ3億5315万2000円で売却され、2009年10月31日から宿泊施設のハートピアー雲仙小浜として営業を行う[12]。
- 厚生年金ハートピア別府（ウェルハートピア別府・大分県別府市）
  - 長短併設施設[9]、2008年6月30日営業終了。
  - 整理機構を通して株式会社さわやか倶楽部へ4億550万円で売却され、2008年7月1日から宿泊施設兼住宅型有料老人ホームのさわやかハートピア明礬（さわやかハートピアみょうばん）として営業を行う[13]。
- 厚生年金ハートピア日南杉の湯（ウェルハートピア日南杉の湯・宮崎県南那珂郡北郷町（現在の日南市））
  - 短期専用施設[9]、2005年1月10日営業終了。
  - 整理機構を通して社会福祉法人善興会へ8300万円で売却され、ケアホーム・グループホームの「杉の湯荘」となる[25]。
- 厚生年金沖縄うらそえ荘（ウェル沖縄うらそえ荘・沖縄県浦添市）
  - 短期専用施設[9]、2007年1月31日営業終了。
  - 整理機構を通して法人へ5億8000万円で売却され、使途は非開示となっている[23]。